# Doo-Bop
Doo-Bop – ostatni album studyjny Milesa Davisa nagrany w styczniu 1991 roku i wydany w czerwcu 1992 roku.

## Historia i charakter albumu
Album wydany już po śmierci artysty nagrany został z gościnnym udziałem Easy Mo Bee, który był producentem albumu. Doo-Bop jest zwrotem Davisa w kierunku muzyki hip-hopowej, wykorzystano w nim też technikę samplingu.

## Lista utworów
| # | Tytuł                                                    | Sample | Czas |
| - | -------------------------------------------------------- | --- | ---- |
| 1 | "Mystery"                                                | | 3:55 |
| 2 | "The Doo-Bop Song" (feat. A.B. Money, Easy Mo Bee, J.R.) | - Earle Hagen - "The Andy Griffith Theme" - Kool & the Gang - "Jungle Boogie" - Slick Rick / Doug E. Fresh - "La Di Da Di" - Gang Starr - "DJ Premier in Deep Concentration" | 5:00 |
| 3 | "Chocolate Chip"                                         | - Young-Holt Unlimited - "Bumpin' on Young Street" - Pleasure - "Thanks for Everything"                                                                                      | 4:38 |
| 4 | "High Speed Chase"                                       | - James Brown - "There It Is" - Donald Byrd - "Street Lady" | 4:41 |
| 5 | "Blow" (feat. Easy Mo Bee)                               | - James Brown - "Give It Up or Turnit a Loose" | 5:06 |
| 6 | "Sonya"                                                  | | 5:31 |
| 7 | "Fantasy" (feat. Easy Mo Bee)                            | - The Mohawks - "The Champ" - Major Lance - "Love Pains" - Dyke & the Blazers - "Let a Woman Be a Woman - Let a Man Be a Man" - ESG - "UFO"                                  | 4:35 |
| 8 | "Duke Booty"                                             | - Gene Ammons - "Jungle Strut" - KC & The Sunshine Band - "I'm Your Boogie Man"                                                                                              | 4:55 |
| 9 | "Mystery (Reprise)"                                      | | 1:29 |

## Notowania
| Rok  | Album   | Notowanie | Notowanie | Notowanie | Notowanie |
| Rok  | Album   | USA 200   | USA R&B   | USA Jazz  |           |
| ---- | ------- | --------- | --------- | --------- | --------- |
| 1992 | Doo-Bop | 190       | 28        | 1         |           |

| Rok  | Singel             | Notowanie | Notowanie |
| Rok  | Singel             | USA R&B   | USA Rap   |
| ---- | ------------------ | --------- | --------- |
| 1992 | "Fantasy"          | —         | 23        |
| 1992 | "The Doo-Bop Song" | 13        | 13        |